# Missing (film 1918)
Missing è un film muto del 1918 diretto da James Young. La sceneggiatura, firmata oltre che dallo stesso regista anche da J. Stuart Blackton, si basa sull'omonimo romanzo di Mrs. Humphry Ward pubblicato a New York nel 1917. Prodotto da J. Stuart Blackton per la sua casa di produzione, il film aveva come interpreti Thomas Meighan, Sylvia Breamer, Robert Gordon, Ola Humphrey, Ola Humphrey, Mollie McConnell, Kathleen O'Connor, Marcia Manon.

## Trama
Allo scoppio della prima guerra mondiale, in Inghilterra, il tenente George Surratt sposa l'innamorata Nell. Il loro matrimonio provoca però lo sgomento di Hester, la sorella di Nell, che per lei aveva sempre sperato un marito ricco. Dopo la loro breve luna di miele, il tenente deve partire per il fronte. A casa, Nell diventa amica del loro vicino, il ricco e gentile sir William Farrell. Di George, però, si perde ogni notizia. Nell, rifiutando di crederlo morto, aspetta pazientemente il suo ritorno. Dopo che è passato un anno, Hester convince la sorella a sposare sir William. Prima del matrimonio, intercetta un telegramma che chiede a Nell di venire a identificare un soldato traumatizzato che assomiglia al tenente Surratt. Il ferito si dimostra essere George e, sebbene Hester nasconda queste notizie alla sorella, Nell riceve un altro telegramma dal medico e si precipita all'ospedale dove si trova il marito, dove potrà curarlo fino alla sua completa guarigione.

## Produzione
Il film fu prodotto dalla J. Stuart Blackton Feature Pictures.

## Distribuzione
Il copyright del film, richiesto dalla Famous Players-Lasky Corp., fu registrato il 21 maggio 1918 con il numero LP12444.
Distribuito dalla Famous Players-Lasky Corporation e Paramount Pictures, presentato da J. Stuart Blackton, il film uscì nelle sale statunitensi il 16 giugno 1918.
Non si conoscono copie ancora esistenti della pellicola che viene considerata presumibilmente perduta.